# Mattias Skjelmose
Mattias Skjelmose Jensen, né le 26 septembre 2000 à Copenhague, est un coureur cycliste danois. Spécialiste des courses par étapes, il a notamment remporté le Tour de Suisse en 2023, ainsi que le classement du meilleur jeune du Tour d'Espagne 2024. Sur les classiques, il s'est imposé lors de l'Amstel Gold Race 2025.

## Biographie

### Des débuts controversés chez les juniors
En 2017, Mattias Skjelmose s'illustre chez les juniors (moins de 19 ans) en remportant le classement de la montagne du Course de la Paix juniors, avant de terminer deuxième  du championnat du Danemark sur route juniors à plus de deux minutes du vainqueur Julius Johansen. En 2018, il participe à trois manches de la Coupe des nations juniors en avril et mai et monte sur le podium des trois épreuves. Il est successivement troisième  de Paris-Roubaix juniors, deuxième  de la Course de la Paix juniors derrière Remco Evenepoel et vainqueur du Tour du Pays de Vaud, grâce à son succès sur le contre-la-montre final. Néanmoins, le 26 mai, il est contrôlé positif lors du Tour du Pays de Vaud à la méthylhexanamine, une substance interdite. Pour se défendre, il explique ce résultat par la prise d'un complément alimentaire. Après avoir vu sa situation examinée par la Fondation antidopage du cyclisme (CADF), l'Union cycliste internationale (UCI) le suspend pour une durée de 10 mois, du 7 juillet 2018 jusqu'au 6 mai 2019. Au moment du test antidopage, Mattias Skjelmose n'avait que 17 ans. Par conséquent, l'Union cycliste danoise (DCU) ne s'attendait pas à voir son nom ni son jugement publié dans les médias, d'autant plus que l'UCI lui avait assuré que le verdict ne serait pas publié. Entre-temps, le 28 juin 2018, il est suspendu pendant 14 jours par sa Fédération pour avoir frappé un autre coureur lors de la Demin Cup à Grindsted.

### L'après suspension
Il fait son retour à la compétition le 11 mai 2019, en terminant 31e de la Scandinavian Race Uppsala. Il participe ensuite à ses championnats nationaux, où il est notamment quatrième du contre-la-montre espoirs. Le 18 août, il se classe troisième du Fyen Rundt.
En 2020, il rejoint l'équipe continentale luxembourgeoise Leopard. À partir de fin août, il participe à quatre courses d'un jour avec l'équipe World Tour Trek-Segafredo en tant que stagiaire.

### Depuis 2021: Trek-Segafredo/Lidl-Trek

#### 2021-2022: premiers succès professionnels
Mattias Skjelmose passe professionnel en 2021 au sein de l'équipe Trek-Segafredo. Il se révèle en février, en se classant sixième du Tour des Émirats arabes unis. Il confirme ses qualités de grimpeur en terminant cinquième du Tour de l'Ain, puis huitième du Tour du Danemark. Lors du Tour de Norvège, il termine septième et meilleur jeune du classement général.
Début 2022, il est troisième du classement général du Tour de La Provence derrière Nairo Quintana et Julian Alaphilippe, s'assurant ainsi la victoire au classement des jeunes. Il  fait ses débuts sur un grand tour lors du Tour d'Italie à l'âge de 21 ans et termine 40e au classement général. En deuxième partie de saison, il décroche de nombreux tops 10. En juin, il est troisième du championnat du Danemark du contre-la-montre et cinquième de la Route d'Occitanie. Il termine sur le podium du Tour de Wallonie, du Tour du Danemark et du Tour de l'Ain, remportant le classement par points et du meilleur jeune lors de ce dernier. Le 16 septembre, il décroche sa première victoire en tant que professionnel dans le contre-la-montre du Tour de Luxembourg. Il s'empare ainsi du maillot de leader, qu'il conserve le lendemain pour obtenir sa première victoire dans un classement général. Une semaine plus tard, il est dixième du championnat du monde sur route à Wollongong, en Australie.

#### 2023: vainqueur du Tour de Suisse
Début 2023, il s'illustre sur le calendrier français. Il gagne l'étape de l'Étoile de Bessèges qui arrive au sommet du Mont Bouquet. Au classement général, il n'est battu que par l'Américain Neilson Powless, qui s'impose d'une seconde seulement après le contre-la-montre final. Dans la foulée, il remporte une étape du  Tour des Alpes-Maritimes et du Var, puis prend la troisième place de l'Ardèche Classic et du Grand Prix Miguel Indurain.
Le 19 avril, il termine deuxième de la Flèche wallonne, au sommet du Mur de Huy, à quelques longueurs de Tadej Pogačar. Toujours sur les classiques ardennaises, il termine huitième de l'Amstel Gold Race et neuvième de Liège-Bastogne-Liège. En juin, il remporte ses premières victoires dans une épreuve UCI World Tour en gagnant la 3e étape à Villars-sur-Ollon ainsi que le classement général du Tour de Suisse. Il devance Juan Ayuso et le champion du monde Remco Evenepoel. Cependant, la course est éclipsée par la mort du cycliste suisse Gino Mäder, dont l'accident mortel a entraîné l'annulation de la sixième étape. Le 25 juin, Skjelmose gagne la course en ligne du championnat du Danemark à Aalborg après avoir terminé deuxième du contre-la-montre de ce championnat derrière Kasper Asgreen trois jours auparavant. 
Pour sa première participation au Tour de France, il se classe dans le top 10 de cinq étapes et 29e du classement général. Il est ensuite vainqueur d'une étape du Tour du Danemark, mais perd le maillot de leader lors du contre-la-montre final, battu par Mads Pedersen. Le 3 septembre, il gagne en solitaire la Maryland Cycling Classic aux États-Unis, sa première victoire sur une course d'un jour. Après deux tops 10 aux Grands Prix cyclistes de Québec et de Montréal, il termine la saison à la 13e place du classement mondial UCI.

#### 2024: meilleur jeune de la Vuelta
En février 2024, il prolonge son contrat avec l'équipe Lidl-Trek jusqu'en 2026 et annonce viser un bon classement général sur le Tour d'Espagne en fin de saison. Il entame sa saison avec une troisième place sur l'Ardèche Classic. Le 8 mars, il remporte à La Colle-sur-Loup la sixième étape de Paris-Nice dans un sprint à trois, devançant Brandon McNulty et Matteo Jorgenson et termine la course au soleil à la quatrième place du classement général. Au Tour du Pays basque, il prend la tête du classement général après la quatrième étape, avant de devoir la céder à Juan Ayuso lors de la dernière étape et de terminer troisième au classement général.
Le 17 avril, transi de froid et tremblant des membres, il doit abandonner lors de la Flèche wallonne disputée dans des conditions atmosphériques difficiles. Au Tour de Suisse, il ne conserve pas son titre, mais termine troisième derrière deux coureurs de l'équipe UAE Emirates. Lors du championnat du Danemark du contre-la-montre, il est désigné vainqueur après que Johan Price-Pejtersen ait été disqualifié pour une violation du règlement. Cette décision est ensuite annulée et Skjelmose est rétrogradé à la deuxième place. Durant l'été, il décroche deux tops 20 aux Jeux olympiques de Paris. Il est ensuite désigné leader de l'équipe Lidl-Trek au Tour d'Espagne, où il termine cinquième au classement général, en remportant le classement du meilleur jeune après un duel avec Florian Lipowitz.

#### 2025: vainqueur de l'Amstel Gold Race
Le 20 avril, Mattias Skjelmose s'offre la plus belle victoire de sa carrière, l'Amstel Gold Race dans un sprint à trois, départagé par la photo-finish devant Tadej Pogačar et Remco Evenepoel.

## Palmarès et résultats

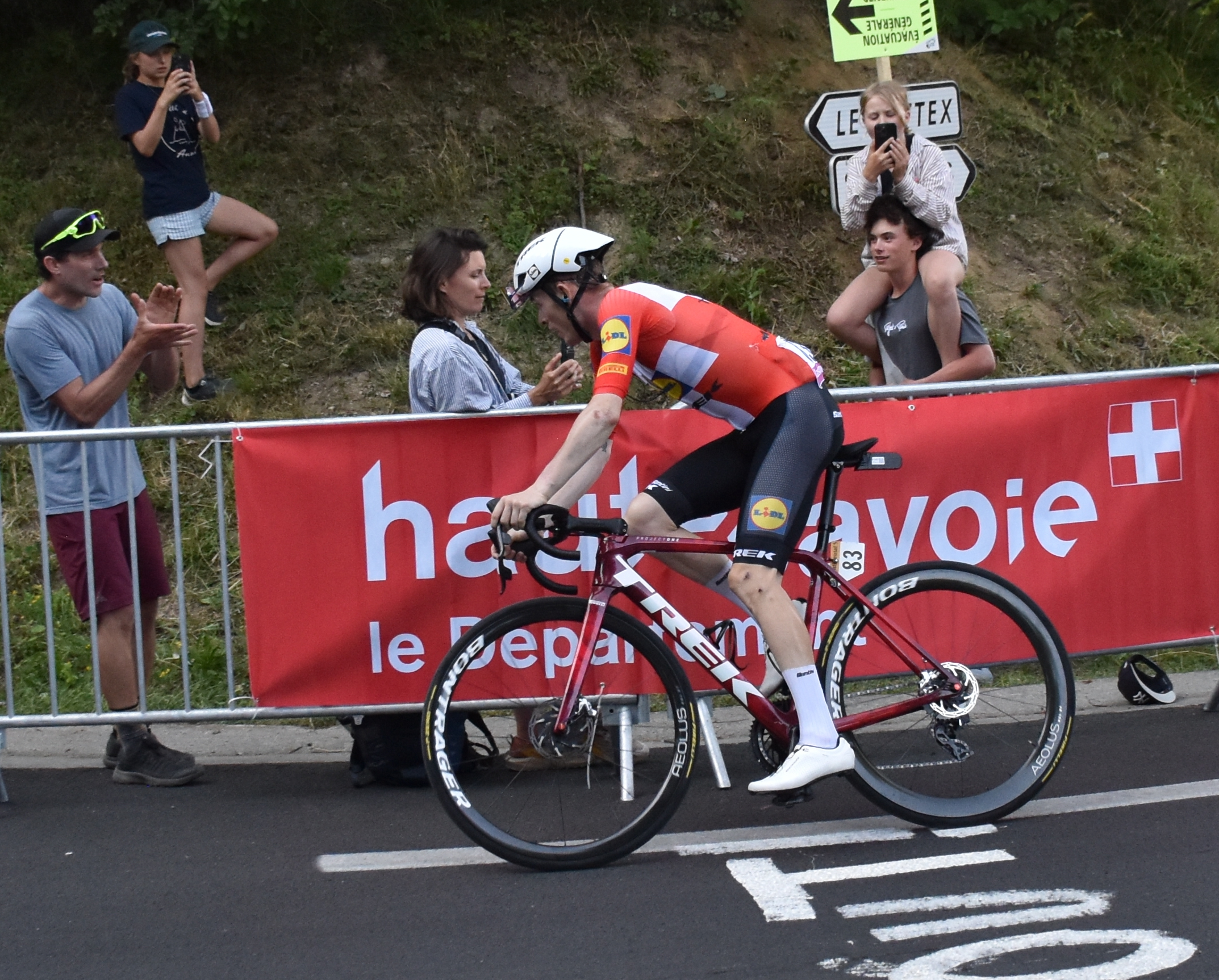
Mattias Skjelmose lors de la du Tour de France 2023

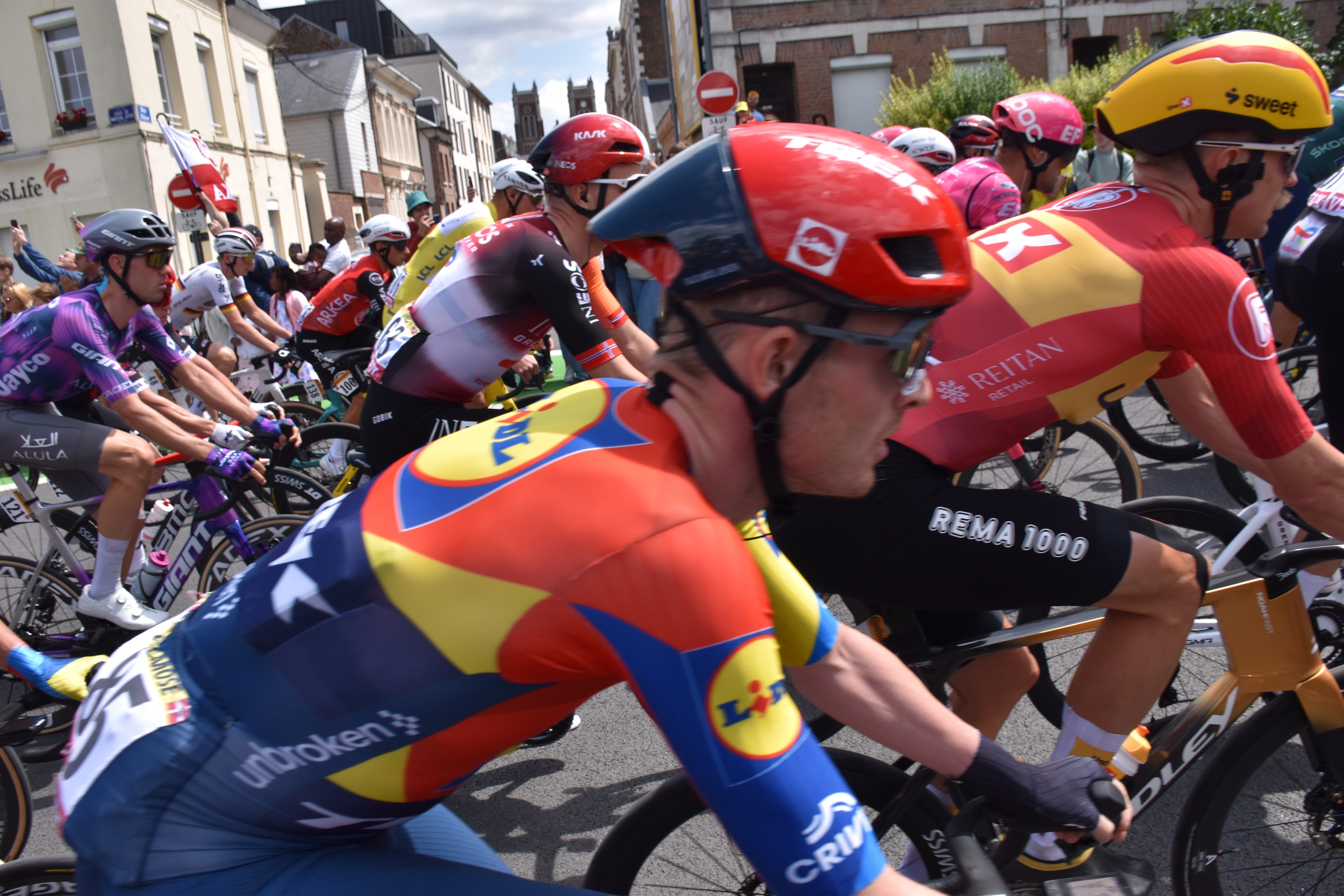
Mattias Skjelmose N°85. - Tour de France 2025.

### Palmarès amateur
- 2016
  - 2e étape du Critérium Européen des Jeunes
  - 2e du championnat du Danemark de poursuite par équipes
- 2017
  - 3e et 4e étapes de l'U6 Cycle Tour Juniors
  - 2e du championnat du Danemark sur route juniors
  - 2e du championnat du Danemark de course aux points juniors
- 2018
  -  Champion du Danemark du contre-la-montre par équipes juniors
  - Ster van Zuid-Limburg :
    - Classement général
    - 2e étape

  - Youth Tour :
    - Classement général
    - 2e (contre-la-montre) et 4e étapes

  - Tour du Pays de Vaud :
    - Classement général
    - 3eb étape (contre-la-montre)

  - 2e de la Course de la Paix juniors
  - 3e de Paris-Roubaix juniors
- 2019
  - 3e étape des Svanesunds 3-dagars (contre-la-montre)
  - 2e du Skandis GP
  - 2e du Ringenloppet
  - 3e du Fyen Rundt

### Palmarès professionnel
| - 2021 - 6e du Tour des Émirats arabes unis - 2022 - Tour de Luxembourg : - Classement général - 4e étape (contre-la-montre) - 2e du Tour de l'Ain - 2e du Tour de Wallonie - 3e du Tour de La Provence - 3e du championnat du Danemark du contre-la-montre - 3e du Tour du Danemark - 8e de la Classique de Saint-Sébastien - 10e du championnat du monde sur route - 2023 - Champion du Danemark sur route - 4e étape de l'Étoile de Bessèges-Tour du Gard - 2e étape du Tour des Alpes-Maritimes et du Var - Tour de Suisse : - Classement général - 3e étape - 3e étape du Tour du Danemark - Maryland Cycling Classic - 2e de l'Étoile de Bessèges-Tour du Gard - 2e de la Flèche wallonne - 2e du championnat du Danemark du contre-la-montre - 2e du Tour du Danemark - 3e de l'Ardèche Classic - 3e du Grand Prix Miguel Indurain - 8e de l'Amstel Gold Race - 9e de Liège-Bastogne-Liège - 9e du Grand Prix cycliste de Montréal - 10e du Grand Prix cycliste de Québec | - 2024 - 6e étape de Paris-Nice - 2e du championnat du Danemark du contre-la-montre - 3e de l'Ardèche Classic - 3e du Tour du Pays basque - 3e du Tour de Suisse - 4e de Paris-Nice - 5e du Tour d'Espagne - 2025 - Amstel Gold Race - Andorra MoraBanc Clàssica - 2e de la Drôme Classic - 5e du Tour du Pays basque |  |

### Résultats sur les grands tours

#### Tour de France
2 participations
- 2023 : 29e
- 2025 : abandon (14e étape)

#### Tour d'Italie
1 participation
- 2022 : 40e

#### Tour d'Espagne
1 participation
- 2024 : 5e,  vainqueur du classement du meilleur jeune

### Classements mondiaux
| Année                                 | 2019  | 2020  | 2021 | 2022 | 2023 | 2024 |
| ------------------------------------- | ----- | ----- | ---- | ---- | ---- | ---- |
| Classement mondial                    | 1527e | 1928e | 170e | 51e  | 13e  | 18e  |
| UCI Europe Tour                       | 1017e | 1410e | 146e | 43e  | 14e  | 15e  |
|                                       |       |       |      |      |      |      |
| Légende : nc = non classéSource : UCI |       |       |      |      |      |      |